# Raphaël Liogier
Pour les articles homonymes, voir Liogier.
Raphaël Liogier, né en 1967, est sociologue et philosophe, professeur des universités à l'Institut d'études politiques d'Aix-en-Provence, il a dirigé l'Observatoire du religieux de 2006 à 2014. Diplômé en philosophie de l'université d'Edimbourg, il enseigne également au Collège international de philosophie (CIPH),. Il est également chercheur associé au laboratoire Sophiapol à l’Université de Paris 10 Nanterre. 
Ses recherches portent sur la mutation des identités, religieuses en particulier, dans la globalisation, sur les croyances, les mythes contemporains, les constructions imaginaires individuelles et collectives et leurs conséquences politiques, sociales et économiques. 

## Parcours universitaire
En septembre 2000, il soutient, à l'université d'Aix-Marseille III, sa thèse de doctorat en sociologie et science politique, intitulée « Introduction à une approche politique de l'occidentalisation du bouddhisme » et rédigée sous la direction de Bruno Étienne, professeur à l'Institut d'études politiques d'Aix-en-Provence.
Il étudie par la suite de quelle manière, en parallèle, s’est construite une image dévalorisée de l’islam, alors que lors des débuts de l’orientalisme au XIXe siècle, bouddhisme et islam sont souvent associés dans l’imaginaire occidental. 
En 2003-2004, il soutient son habilitation à diriger des recherches (HDR) en sociologie, sous la direction du sociologue Roger Establet, sur « L’hypothèse de l’individuo-globalisme ».
Il a été professeur invité dans de nombreuses universités étrangères, en particulier à l’Université de Louvain-La-Neuve dans le cadre de la Chaire d’anthropologie prospective (LAAP) sur la transformation de l’homme face à l’évolution des technosciences. Il est membre du comité de rédaction de la revue scientifique internationale Social Compass. Il fait par ailleurs partie des personnalités internationales membres de la Commission pour la recherche de la paix de l’Organisation des Nations unies pour l'éducation, la science et la culture (UNESCO).
Il participe à l'Université populaire de Marseille-métropole avec un séminaire de philosophie depuis 2019.

## Travaux

### Bouddhisme
En 1994, Raphaël Liogier rencontre le 14e dalaï-lama en visite à Marseille les 19 et 20 septembre, à l'invitation du maire Robert Vigouroux pour donner une conférence sous l'égide de « Marseille Espérance »,,. En 1997, il assiste, accompagné de Bruno Étienne, son directeur de thèse, aux enseignements donnés par le dalaï-lama à Karma-Ling en Savoie. En 2008, il publie un ouvrage sur le dalaï-lama, qu'il présente comme le plus révolutionnaire de sa lignée : démocrate, moderniste, humaniste, faisant trembler les gouvernants chinois et fantasmer les Occidentaux.
Raphaël Liogier a étudié le lien entre bouddhisme et christianisme. En 1999, il a ainsi publié un Jésus Bouddha d'Occident pour démontrer les liens existants entre la pensée de Bouddha et celle de Jésus de Nazareth, qu'il présente comme « l'héritier de la sagesse de Bouddha », reconnu à la naissance par les rois mages comme un « avatar d'Amitābha » qui aura pour rôle de diffuser la pensée de Siddhartha à l'Occident. 
Cette thèse d'une influence déterminante du bouddhisme mahayaniste sur le ministère de Jésus et la naissance du christianisme au Moyen-Orient, faisant littéralement du christianisme un bouddhisme gréco-juif, a été qualifiée de fantaisiste et sans fondements par Philippe Cornu. Pour l'historien des religions et indianiste Guillaume Ducoeur, « la méthodologie utilisée par R. Lioger demeure loin des exigences scientifiques et universitaires. » Selon lui, « les affirmations prônées dans cet ouvrage ne reposent sur aucune donnée tangible. »
Philippe Cornu qui avait d’abord critiqué ce qu’il voyait comme une tentative d’établir une influence directe du bouddhisme sur le christianisme, a par la suite reconnu l’intérêt des travaux généraux de Raphaël Liogier sur l’occidentalisation du bouddhisme.

### Laïcité et croyances
Il travaille sur les croyances, les valeurs, la théorie de la connaissance, les religions, les bouddhismes, les nouveaux mouvements religieux, les sectes et la mondialisation culturelle (en).
Il a écrit plusieurs articles sur le thème des religions : pentecôtisme, catholicisme, sōka Gakkai.
En 2006, Il publie un ouvrage sur une laïcité « légitime », où il propose la thèse selon laquelle la laïcité française aurait évolué de la notion « d'incompétence » de l'État en matière religieuse (loi de 1905 - art 2 : « La République ne reconnaît, ne salarie ni ne subventionne aucun culte ») à la notion de neutralité. Se déclarant « neutre », l'État s'autorise alors à donner des avis sur ce qu'est ou n'est pas un culte. Tout en prétendant ne pas intervenir dans les affaires religieuses, l'État le ferait de façon extensive et considérablement plus que dans les pays ne se proclamant pas laïcs, comme l'Angleterre, et qui démontreraient pourtant une plus grande ouverture à la diversité religieuse. Raphaël Liogier illustre cette posture contradictoire dans le traitement de la question des sectes et celle de l'islam. Il s'inquiète du fait que la laïcité puisse devenir un outil de répression des minorités spirituelles par l'utilisation sans discernement du mot « secte ». 
À travers une enquête menée à l'Observatoire du religieux, il conclut que la laïcité (à travers les conclusions de la commission Stasi) a établi, sans investigation, la notion de « voile imposé » aux jeunes musulmanes françaises pour justifier la loi sur le port du voile, alors que son étude démontrerait au contraire une majorité de choix délibérés et argumentés. Il soutient que « l'islamisation est un mythe », que l'islam en France n'a « pas d'intention de s'imposer » et que « les musulmans européens et français n'ont jamais demandé la limitation de la liberté d'expression à la suite des affaires dites "des caricatures". »

#### Sectes
Il a critiqué la Mission interministérielle de vigilance et de lutte contre les dérives sectaires (MIVILUDES) comme inefficace et discriminatoire à cause de sa « méconnaissance du terrain » qui ne permettrait pas de combattre les sectes dangereuses mais les protégerait en provoquant une confusion. 
Il propose la création d'un organisme composé de représentants de la société civile et de chercheurs, comme INFORM chez les Britanniques, non « pas là pour condamner les sectes a priori mais pour informer sans fantasme l’État et le public ».
Il tente de montrer l'existence d'une pensée unique qui serait dominante et croissante en France : « Comment arriver à être classé comme “normal” ? » Il déclare qu'« il n’y a pas d’autre possibilité que d’avoir “l’esthétique officielle”, de correspondre à la culture dominante, au goût dominant », attestant de l'influence de la théorie bourdieusienne sur ses travaux.[réf. souhaitée]

### Islam
Il dénonce « le mythe de l’invasion arabo-musulmane » qui ne repose sur rien selon lui, car le taux d’accroissement migratoire est stable depuis les années 1980 et que « dans la plupart des pays musulmans, le taux de natalité est très proche de ceux observés dans les États occidentaux. »
Il participe au documentaire réalisé par la sociologue Agnès De Féo sur des musulmanes radicales, en particulier Émilie König qui va devenir l’égérie des femmes djihadistes.

#### Djihadisme
Raphael Liogier est cité par un article d'Akram Belkaïd et de Dominique Vidal, du Monde diplomatique, qui montre que selon les experts le phénomène djihadiste ne peut être ramené à une cause unique. Pour Raphael Liogier, le salafisme peut jouer un rôle dans la radicalisation : il estime qu'à partir de 1990, il existe des « versions dures du salafisme » qui peuvent servir de justification à la violence. Cependant, il considère que, vers 2010, des jeunes de quartiers en difficultés vont rallier la mouvance islamiste sans réelle motivation religieuse : ils sont désireux de « régler leurs comptes avec la société ». Selon lui, ces jeunes ne parlent pas l'arabe, ils n'apprennent pas le Coran et ne s'intéressent à l'idéologie islamiste que « dans la mesure où elle donne de l’efficacité à leur désir de revanche ». 
Raphael Liogier distingue donc deux groupes : celui des musulmans « ultra-radicaux dans leur manière de vivre », en ce qui concerne « leur alimentation, leurs mœurs, leur habillement », mais qui sont « dépolitisés et donc très peu islamistes, que l’on appelle les salafistes (qu’on devrait plutôt appeler néosalafistes) ». Et un autre groupe, composé d'« individus en déshérence, ne pratiquant pas ou peu la religion, mais justifiant des conduites antisociales par l’islam ». Selon Raphael Liogier, seul le second groupe représente « une menace djihadiste objective ». 
Concernant ce second groupe, Raphael Liogier estime qu'il n'y a pas « de processus d’endoctrinement, mais seulement un processus d’entraînement ». Les individus « adoptent tout de suite les slogans. Ils ne découvrent l’islam qu’après être devenus des jihadistes, parce que cela fait partie de la panoplie ». Le contexte social suffit donc à expliquer le glissement vers la violence, sans que soit nécessaire un « endoctrinement progressif, comme cela pouvait être le cas dans les années 1990 ».
Raphael Liogier a travaillé sur le cas d'Émilie König, une djihadiste française arrêtée en Syrie. Il déclare : « Ce qui m’a frappé, c’est qu’elle avait un profil plus radical, plus extrême que les autres femmes que nous rencontrions. Elle avait plus un profil d’homme djihadiste. Elle n’était pas idéologue mais avait un fort désir de revanche. Chez elle, les figures djihadistes comptaient plus que les textes, l’esthétique héroïque l’emportait sur l’idéologie. Devant la caméra, la jeune femme disait sa détermination : « Je resterai ferme sur ma foi jusqu’à mon dernier souffle, que ça plaise ou pas à la France, à l’État français » ».

### Populisme
En prolongement de ces travaux sur la construction et l’émergence de l’islamophobie en Europe, Raphaël Liogier a analysé les ressorts du populisme qui a nourri la montée en puissance durant les années 2000 de partis politiques européens généralement situés à l’extrême droite mais dont le discours a débordé du cadre conceptuel historique des années 1930 pour irriguer une plus grande partie de l’échiquier politique. Il forge à cette occasion le concept de « populisme liquide » qui « se révèle fluctuant dans le fond (ses logiques d’exclusion peuvent changer d’objet, allant du musulman au rom, du juif au journaliste et de l’immigré à l’homosexuel) et dans les formes (les opinions complotistes, les frustrations circulent via les réseaux sociaux sans contrôle idéologique, créant un effet immédiat) ».

### Revenu de base
Dans son essai de 2016, Sans emploi : Condition de l'homme postindustriel, il participe aux réflexions autour de la mise en place d'une allocation universelle qu'il considère comme salutaire.

## Journalisme et vulgarisation
Raphaël Liogier est invité dans les médias en tant qu'expert sur les sujets relatifs au religieux, en particulier la laïcité.

## Polémiques

### Avec Caroline Fourest
En avril 2006, Raphaël Liogier conteste l'attribution du prix du livre politique à Caroline Fourest pour son ouvrage La Tentation obscurantiste (2005). Il participe notamment à la rédaction d'une tribune, aux côtés de Jean Baubérot, Bruno Étienne, Franck Fregosi et Vincent Geisser, dans Le Monde du 18 avril 2006. Selon eux, l'ouvrage primé fait partie du genre littéraire de ceux qui « sous couvert de la « défense des Lumières » de la laïcité, [condamnent] ceux qui refusent de se plier au moule de leurs catégories sectaires [et qui] jettent en pâture des listes de personnes accusées de « trahir les idéaux de la République » et d'être les « faire-valoir du radicalisme islamique » ».

En 2016, sur un plateau de télévision, Caroline Fourest l'accuse « d’appeler au rassemblement intégriste » (de l’UOIF), d’être « un compagnon de route » de cette organisation, de « vouloir renégocier le modèle français de laïcité » et d’avoir affirmé qu’il n’y aurait pas d’attentat en France commis par des individus partis de Syrie ; le journal Politis qualifie ces attaques de « contrevérités » tendant à discréditer ses adversaires. Dans une vidéo réalisée par Là-bas si j'y suis, le 11 avril 2016, Liogier répond aux accusations de « complicité intellectuelle » avec les islamistes : 

« Je ne suis pas pour la renégociation de la laïcité, mais pour l’application stricte de la loi de 1905. […] Je n’ai jamais fait partie de l’UOIF. […] Quand j’y ai été invité […] j’ai toujours pu dire ce que je voulais, par exemple […] j’ai expliqué que j’étais absolument pour le mariage pour tous, l’égalité des droits des homosexuels. »

Il considère que les propos de Caroline Fourest qui parle de « complicité » sont « à la limite de la diffamation ». Caroline Fourest répond, à son tour, à cette émission et à ce qu'elle appelle la « mauvaise foi caractérisée », la déformation, l’intimidation intellectuelle, la malhonnêteté et l'invention de fausses citations de Liogier. Liogier aurait notamment attribué à Caroline Fourest l'affirmation que son Observatoire du religieux serait « financé par l’Arabie Saoudite ». Pour Caroline Fourest, cette affirmation est un propos inventé, elle n'a jamais dit cela, et Liogier n'a pas sourcé ce propos. Liogier affirme que Caroline Fourest a retiré cette allégation de son blog dès la première menace de procès en diffamation.

Dans Génie de la laïcité (2016), Caroline Fourest affirme que Liogier est un « chercheur-militant » usant de l'accusation de racisme et d'explications psychanalytiques pour minimiser l'islamisme. 

« Il faut dire que Raphaël Liogier apprécie en général les visions plutôt « dures » de la religion. Sur les sites communautaires musulmans comme SaphirNews ou dans ses livres, il va jusqu'à prendre la défense de prédicateurs salafistes, grossièrement sexistes ou littéralistes, quand il ne présente pas le port du voile intégral comme une tendance « hypermoderne »[réf. incomplète]. »

### Avec David Thomson sur le djihadisme
Le 25 avril 2014, dans l’émission de télévision Ce soir ou jamais de Taddeï, il récusa l’idée défendue par David Thomson quand celui-ci énonça que, pour les djihadistes syriens, « frapper la France est légitime ». Il énonça alors : « pour quelle raison partent-ils si loin si l’ennemi est déjà ici ? Ils économiseraient de l'énergie, ce serait beaucoup plus facile ». Il accusa également son contradicteur de populisme : « Moi ce que je pense c’est que vous êtes en train de diffuser la représentation qui motive un certain nombre d’individus, Français, qui se représentent cette guerre comme étant un terrorisme potentiel contre le territoire européen et qui fait le jeu du populisme ». 
Lors d'un entretien avec le magazine Slate en 2016, David Thomson affirma qu'à l'époque où eut lieu cette émission de Ce soir ou jamais, il reprocha à Raphaël Liogier de ne jamais avoir « parlé à un djihadiste » et poursuivit en déclarant : « Comment on peut parler d’acteurs sociaux sans avoir jamais discuté avec eux ? On ne peut que se tromper ». David Thomson assura avoir été confronté à un « déni français » entretenu par de « faux experts érigés en spécialistes sur le sujet » qui « disaient que non, il n’y avait pas de problème » et « qui en multipliant les plateaux télé » se sont construit « une légitimité médiatique » qui a « retardé la prise de conscience de la menace qui pesait sur le pays », faisant allusion aux multiples attentats islamiques ayant ciblé l’Europe dès le 24 mai 2014 (Attentat du Musée juif de Belgique) puis en France (Attentats de janvier 2015 en France, 13 novembre 2015).
Raphaël Liogier expliqua dans L'Obs, en restituant l'ensemble de la conversation détaillée dans l'émission visée avec Thomson, qu'il n'avait « jamais dit qu’il n’y aurait pas d’attentat sur le sol français de la part d’individus passés par la Syrie ». Sa position sur ce point est que les djihadistes ont des profils différents et qu'il existe un risque que les français partis en tant que guerrier pour participer à une « guerre héroïque » en Syrie glissent vers des actions terroristes. Il réfuta aussi l'assertion de Thompson qui déclara que pour les djihadistes, la France est une « cible légitime ». Selon lui, les enquêtes menées notamment au Royaume-Uni, en Norvège, au Danemark, auprès des djihadistes de retour de Syrie montrent que ces derniers « sont loin de tous considérer » que frapper le sol français, et européen, est « légitime ». Il reconnut que ces enquêtes comportaient un biais, car furent notamment menées par des organismes publics ou parapublics à qui « ces djihadistes sur le retour n’ont pas intérêt à dire leur sentiment profond ». Mais il ajouta qu'il se basait aussi sur des enquêtes effectuées par ses propres étudiants depuis 2003 auprès des jeunes musulmans.

## Ouvrages
- Avec Bruno Étienne, Être bouddhiste en France aujourd'hui, Hachette Littératures, 1997, nouvelle édition, Hachette, 2004   (ISBN 978-2-012-79139-8)
- Jésus, Bouddha d'Occident, Calmann-Lévy, 1999.
- Le Bouddhisme mondialisé, Éditions Ellipses, 2003.
- Géopolitique du christianisme (avec Blandine Chelini-Pont), Ellipses, 2003
- Une laïcité « légitime ». La France et ses religions d'État, Médicis Entrelas, 2006.
- À la rencontre du Dalaï-Lama, Flammarion, Paris, 2008  (ISBN 978-2081208803).
- Sacrée médecine : histoire et devenir d'un sanctuaire de la Raison, avec Jean Baubérot, Entrelacs, 2011.
- Les Évidences universelles, Éditions de la Librairie de la Galerie, 2011.
- Souci de soi, conscience du monde. Vers une religion globale ?, Armand Colin, 2012
- Le Mythe de l'islamisation, essai sur une obsession collective, Le Seuil, 2012.
- Ce populisme qui vient (conversation avec Régis Meyran), Paris, Textuel, coll. « Conversations pour demain », 2013, 109 p. (ISBN 978-2-84597-472-2).
- Le Complexe de Suez. Le vrai déclin français (et du continent européen), éditions du Bord de l'eau, 2015.
- La guerre des civilisations n'aura pas lieu : coexistence et violence au XXIe siècle, CNRS Éditions, 2016, 240 p.
- Sans emploi : condition de l’homme postindustriel, Paris, édition Les liens qui libèrent, novembre 2016, 224 p. (ISBN 979-10-209-0409-6).
- Descente au cœur du mâle : de quoi #METOO est-il le nom ?, Paris, édition Les liens qui libèrent, mars 2018, 192 p. (ISBN 979-10-209-0576-5).
- Avec Dominique Quessada,  Manifeste Métaphysique. Et si on refaisait le monde ?, Les Liens qui libèrent, 2019[49]
- Khaos : La promesse trahie de la modernité, Paris, Les liens qui libèrent, août 2023, 448 p. (ISBN 979-1020920935).

### Direction d'ouvrages collectifs
- Bouddhisme et critique de la modernité en francophonie, avec James White Brown. Dalhousie French Studies, Dalhousie, Canada, vol. 46, printemps 1999.
- Le Bouddhisme et ses normes, Presses universitaires de Strasbourg, 2006.